# Afrojack
Nick van de Wall, sinh ngày 9 tháng 9 năm 1987, thường được biết đến với nghệ danh Afrojack, là một nhà sản xuất thu âm và DJ từng đoạt giải Grammy người Hà Lan. Anh sinh ra và lớn lên tại Spijkenisse, Hà Lan, Anh được xếp ở vị trí 19 trên danh sách top 100 DJ của tạp chí DJ Mag năm 2010, là vị trí xuất hiện lần đầu cao nhất của danh sách này trong năm đó.
Bài hát "Take Over Control" của Afrojack, có sự tham gia của ca sĩ Hà Lan Eva Simons, đã lọt vào bảng xếp hạng ở một số quốc gia. Tháng 7 năm 2010, Afrojack tạo một Essential Mix cho BBC Radio 1. Tháng 12 năm đó, Afrojack phát hành album Lost & Found. Trong năm 2011, Afrojack đã remix đĩa đơn "Last Night" của Ian Carey và Snoop Dogg, và sau đó không lâu là tham gia vào đĩa đơn quán quân của Pitbull "Give Me Everything", cùng với Ne-Yo và Nayer. Anh cũng đóng góp vào việc thực hiện ca khúc "Run the World (Girls)" của Beyoncé.

## Danh sách đĩa nhạc

### Album phòng thu
- Forget the World (2014)

### Đĩa đơn
| 2008                                           | "Drop Down (Do My Dance)" (with The Partysquad)                                            | 12 | —  | —  | —   | —  | —   | —  | —  | —  | —   | Non-album singles                   |
| 2010                                           | "Take Over Control" (featuring Eva Simons)                                                 | 12 | 17 | 46 | 57  | 39 | —   | 78 | 47 | 24 | 41  | Non-album singles                   |
| 2010                                           | "Louder than Words" (with David Guetta featuring Niles Mason)                              | —  | —  | 35 | —   | —  | —   | 39 | —  | —  | —   | Fuck Me I'm Famous – Ibiza Mix 2010 |
| 2011                                           | "Selecta" (with Quintino)                                                                  | 74 | —  | —  | —   | —  | —   | —  | —  | —  | —   | Non-album singles                   |
| 2011                                           | "The Way We See the World" (Tomorrowland Anthem) (with Dimitri Vegas & Like Mike và NERVO) | —  | —  | —  | 34  | —  | —   | —  | —  | —  | —   | Non-album singles                   |
| 2011                                           | "No Beef" (with Steve Aoki featuring Miss Palmer)                                          | 23 | —  | —  | 55  | —  | 42  | —  | —  | 25 | —   | Wonderland                          |
| 2011                                           | "Lunar" (with David Guetta)                                                                | —  | —  | 58 | —   | —  | 50  | 84 | —  | —  | —   | Nothing but the Beat                |
| 2012                                           | "Can't Stop Me" (with Shermanology)                                                        | 8  | —  | —  | 125 | 81 | —   | —  | —  | —  | 112 | Non-album singles                   |
| 2012                                           | "Rock the House"                                                                           | 19 | —  | —  | —   | —  | —   | —  | —  | —  | —   | Non-album singles                   |
| 2013                                           | "As Your Friend" (featuring Chris Brown)                                                   | 40 | 70 | —  | 55  | —  | 44  | 67 | 20 | 21 | 88  | Forget The World                    |
| 2013                                           | "Jack That Body"                                                                           | —  | —  | —  | —   | —  | —   | —  | —  | —  | —   | Non-album singles                   |
| 2013                                           | "The Spark" (featuring Spree Wilson)                                                       | 19 | 37 | 39 | 55  | —  | —   | 36 | 21 | 17 | —   | Forget The World                    |
| 2014                                           | "Ten Feet Tall" (featuring Wrabel)                                                         | 10 | 57 | —  | 107 | —  | 182 | —  | —  | —  | —   | Forget The World                    |
| "—" nghĩa là không lọt vào được bảng xếp hạng. |                                                                                            |    |    |    |     |    |     |    |    |    |     |                                     |

### Với vai trò hợp tác
| Năm  | Bài hát                                                            | Vị trí xếp hạng cao nhất | Vị trí xếp hạng cao nhất | Vị trí xếp hạng cao nhất | Vị trí xếp hạng cao nhất | Vị trí xếp hạng cao nhất | Vị trí xếp hạng cao nhất | Vị trí xếp hạng cao nhất | Vị trí xếp hạng cao nhất | Vị trí xếp hạng cao nhất | Vị trí xếp hạng cao nhất | Chứng nhận                        | Album      |
| Năm  | Bài hát                                                            | US                       | UK                       | CAN                      | FRA                      | NLD                      | NZ                       | SWI                      | AUS                      | GER                      | IRL                      | Chứng nhận                        | Album      |
| ---- | ------------------------------------------------------------------ | ------------------------ | ------------------------ | ------------------------ | ------------------------ | ------------------------ | ------------------------ | ------------------------ | ------------------------ | ------------------------ | ------------------------ | --------------------------------- | ---------- |
| 2011 | "Give Me Everything" (Pitbull hợp tác với Ne-Yo, Afrojack & Nayer) | 1                        | 1                        | 1                        | 2                        | 1                        | 2                        | 3                        | 2                        | 2                        | 1                        | - AUS: 2× Bạch kim - NZ: Bạch kim | Planet Pit |

### Bài hát được xếp hạng khác
| Năm  | Bài hát                                                               | Vị trí xếp hạng cao nhất | Vị trí xếp hạng cao nhất | Thuộc album                                       |
| Năm  | Bài hát                                                               | Áo                       | Đức                      | Thuộc album                                       |
| ---- | --------------------------------------------------------------------- | ------------------------ | ------------------------ | ------------------------------------------------- |
| 2010 | "Louder Than Words" (David Guetta & Afrojack hợp tác với Niles Mason) | 35                       | 39                       | F*** Me I'm Famous - Ibiza Mix 10 / One More Love |

### Xuất hiện khác
| Năm  | Bài hát              | Nghệ sĩ                                                 | Album                                                |
| ---- | -------------------- | ------------------------------------------------------- | ---------------------------------------------------- |
| 2010 | "Toyfriend"          | David Guetta và Afrojack hợp tác với Wynter Gordon      | One Love                                             |
| 2010 | "Louder Than Words"  | David Guetta and Afrojack featuring Niles Mason         | One More Love / F*** Me I'm Famous! - Ibiza Mix 2010 |
| 2010 | "I'll Be There"      | Afrojack and Gregor Salto (có sự tham gia của Jimbolee) | F*** Me I'm Famous! - Ibiza Mix 2010                 |
| 2010 | "Maldito Alcohol"    | Pitbull và Afrojack                                     | Armando                                              |
| 2011 | "Tequila Sunrise"    | Afrojack và Tocadisco                                   | "Tequila Sunrise - Single"                           |
| 2011 | "Bridge"             | Afrojack và Bobby Burns                                 | "Bridge - Single"                                    |
| 2011 | "Give Me Everything" | Pitbull (hợp tác với Ne-Yo, Afrojack and Nayer)         | Planet Pit                                           |
| 2011 | "Selecta"            | Afrojack and Quintino                                   | "Selecta - Single"                                   |

### Remix
| Năm  | Bài hát                                                                       | Nghệ sĩ                                            | Album                                                         |
| ---- | ----------------------------------------------------------------------------- | -------------------------------------------------- | ------------------------------------------------------------- |
| 2007 | "Make Her Say" (Afrojack Remix)                                               | Kid Cudi hợp tác với Kanye West & Common           | Make Her Say - Remixes                                        |
| 2009 | "Cool" (Afrojack Remix)                                                       | Spencer & Hill                                     | Cool                                                          |
| 2009 | "Show Me Love" (Afrojack Remix)                                               | Steve Angello & Laidback Luke                      | Show Me Love                                                  |
| 2009 | "Revolver" (David Guetta One Love Remix) (remix bởi David Guetta và Afrojack) | Madonna (hợp tác với Lil Wayne)                    | Celebration                                                   |
| 2009 | "Rude Boy" (Afrojack 'Goes Crazy' Remix)                                      | Rihanna                                            | Rude Boy - Remixes                                            |
| 2010 | "Sexy Bitch" (Afrojack Remix)                                                 | David Guetta hợp tác với Akon                      | One Love                                                      |
| 2010 | "Toyfriend" (Version Mixee)                                                   | David Guetta hợp tác với Afrojack và Wynter Gordon | One Love                                                      |
| 2010 | "Barbra Streisand" (Afrojack Ducky & Meaty Remixes)                           | Duck Sauce                                         | Barbra Streisand - Single                                     |
| 2010 | "Who's That Chick?" (Afrojack Remix & Dub)                                    | David Guetta hợp tác với Rihanna                   | Who's That Chick? - EP                                        |
| 2010 | "Better Run" (Afrojack Remix)                                                 | Tocadisco & Nadia Ali                              | Queen of Clubs Trilogy: Onyx Edition                          |
| 2010 | "Alejandro (bài hát)" (Afrojack Remix)                                        | Lady Gaga                                          | Alejandro - Single                                            |
| 2010 | "The Time (Dirty Bit)" (Afrojack Remix)                                       | Black Eyed Peas                                    | The Time (Dirty Bit): Re-Pixelated                            |
| 2010 | Hey Sexy Lady (Afrojack Remix)                                                | i SQUARE                                           | Hey Sexy Lady (Remixes)                                       |
| 2011 | Hey Baby (Afrojack Fire Remix)                                                | Pitbull                                            | Hey Baby (Drop It to the Floor) [hợp tác với T-Pain] - Single |
| 2011 | Pass Out (Remix) [hợp tác với METI]                                           | Tinie Tempah                                       |                                                               |
| 2011 | Last Night (Afrojack Remix)                                                   | Ian Carey                                          | Last Night (hợp tác với Bobby Anthony & Snoop Dogg) - Single  |
| 2011 | Where Them Girls At (Afrojack Remix)                                          | David Guetta hợp tác với Flo-Rida & Nicki Minaj    | Where Them Girls At - Remixes                                 |
| 2011 | Sweat (David Guetta & Afrojack Dub Remix)                                     | Snoop Dogg                                         | Sweat - Single                                                |